# Tony Clunn

Tony Clunn (links), 2005

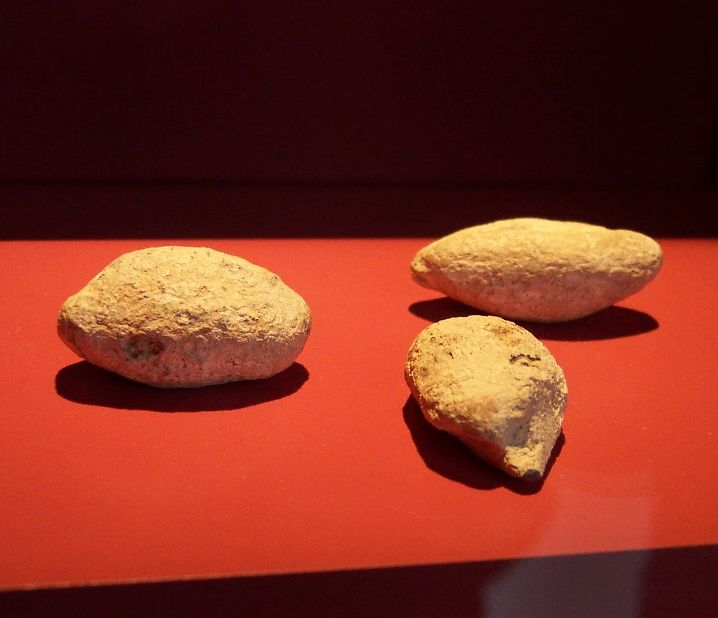
1988 von Clunn entdeckte römische Schleuderbleie

Tony Clunn, MBE (* 10. Mai 1946 in Kent, Großbritannien; † 3. August 2014 in Bissendorf, Landkreis Osnabrück, Deutschland) war ein britischer Major und Hobbyarchäologe. In Zusammenarbeit mit Wolfgang Schlüter war er maßgeblich daran beteiligt, dass heute die Fundregion Kalkriese aufgrund archäologischer Funde als wahrscheinlichster Ort der Varusschlacht gilt. Für seine Verdienste um die deutsch-britische Freundschaft, die sich Clunn mit seinen Entdeckungen in Kalkriese und Umgebung erworben hat, wurde er 1996 von Königin Elisabeth II. mit dem Orden Member of the Order of the British Empire ausgezeichnet.
Clunn war in der Garnison Osnabrück der Britischen Rheinarmee stationiert. Sein Hobby war das Auffinden römischer Münzen mit Hilfe von Metalldetektoren. Auf Hinweis von Schlüter, der zu diesem Zeitpunkt (1987) Kreisarchäologe in Osnabrück war, begann Clunn 20 km nördlich der Stadt zu suchen, obwohl in der Umgebung Osnabrück in den letzten achtzehn Jahren keine römischen Funde mehr entdeckt worden waren. Schlüters Empfehlung basierte auf Kartenstudien und einem Aufsatz von Theodor Mommsen. Clunn wurde bereits am ersten Tag fündig und entdeckte mehrere Münzen, die in der Zeit des Augustus geprägt worden waren. Schlüter veranlasste, dass der Fundplatz Ort umfangreicherer Ausgrabungen wurde. Clunn war auch der erste, der 1988 in der Umgebung von Kalkriese Schleuderbleie fand. Schleuderbleie waren der erste untrügliche Beweis von militärischer Präsenz oder gar einer Schlacht im Raum Kalkriese. Die Funde der Grabungen sind im Museum und Park Kalkriese ausgestellt.
Clunn untersuchte im Laufe der kommenden Jahre die gesamte Umgebung von Kalkriese. Aufgrund seiner Münzfunde lässt sich heute ein Weg rekonstruieren, den die Legionäre unter Führung von Varus genommen haben sollen, und auch der Ort bestimmen, an denen die Legionäre vollends aufgerieben worden sein sollen. Die so gefundene Marschroute entspricht exakt den täglich wechselnden Geländeformen, wie sie bei Cassius Dio beschrieben sind. Clunn gehörte dem Freundeskreis für Archäologie in Niedersachsen an.